# Rockit (canción de Gorillaz)
«Rockit» es una canción de la banda virtual británica Gorillaz. El lanzamiento de la canción se produjo el 19 de diciembre de 2007, a través del segundo álbum recopilatorio de la banda, D-Sides. El video de la canción solo fue lanzado en la versión del álbum japonesa.

## Video musical
Originalmente el video fue hecho para promover el anuncio-proyecto cancelado de la propia banda, «Reject False Icons». El video fue dirigido por Zombie Flesh Eaters Ltd., el estudio de arte del cocreador de Gorillaz, Jamie Hewlett.
Comienza el video con la estatua Pazuzu de Murdoc. Se ve a la banda; de primero 2-D cantando mientras carga a Noodle, Murdoc y Russel, simplemente caminando haciendo coro, –luego se ve un arbusto seco; mientras se caen "frutos" con cabezas de humanos (algunas comunicándose no oralmente), después se muestra a Pazuzu, y 2-D cantando, la banda pisa algunas de las cabezas en el suelo,– esta secuencia aparece varias veces a lo largo del video. Mientras caminan se encuentran con una cabeza gigante, como un jefe de videojuego. La secuencia inicia de nuevo, pero esta vez solo con Pazuzu, y 2-D cantando. Termina el video con la frase del anuncio-proyecto, «Reject False Icons», y la cabeza gigante.

## Personal
- Damon Albarn: vocales, instrumentación
- Jason Cox: tambores, bajo, guitarras
- Danger Mouse: programación de tambor
- James Dring: programación de tambor